# Peromyscus polionotus
Peromyscus polionotus és una espècie de mamífer rosegador de la família dels cricètids. És endèmic del sud-est dels Estats Units (Alabama, Florida, Geòrgia, Mississipi, Carolina del Nord, Carolina del Sud i Tennessee). Es tracta d'un animal nocturn que s'alimenta de llavors, insectes i baies. Els seus hàbitats naturals són les platjes i zones sorrenques amb herba o matolls. És una espècie en risc mínim, és a dir, no sembla que hi hagi cap amenaça significativa per a la seva supervivència. El seu nom específic, polionotus, significa ‘esquena grisa’ en llatí.